# (117) Làmia
(117) Lomia és un asteroide que pertany al cinturó d'asteroides descobert per Alphonse Louis Nicolas Borrelly el 12 de setembre de 1871 des de l'observatori de Marsella, França. Va ser anomenat per Lamia, un personatge de la mitologia grega. Lomia és possiblement conseqüència d'un mal delletreig del nom original. Està situat a una distància mitjana de 2,991 ua del Sol, podent apropar-se fins a 2,906 ua. Té una inclinació orbital de 14,9° i una excentricitat de 0,02837. Triga a completar una òrbita al voltant del Sol 1889 dies.